# José Pedro de Araújo Costa
Dom José Pedro Costa (Serro, 19 de outubro de 1913 - 28 de julho de 1996), foi um bispo da Igreja Católica e escritor brasileiro. Foi bispo de Caetité e arcebispo coadjutor de Uberaba.

## Biografia
Era filho de José do Nascimento Costa ("Juquinha do Corte") e de Rita Cândida de Araújo Costa, entre onze irmãos; seu nome de batismo era José Pedro de Araújo Costa e seus padrinhos foram os avós paternos.
Ingressou no seminário diocesano em Diamantina, período no qual escreveu para a imprensa desta cidade e da terra natal. Sagrou-se ali a 6 de outubro de 1936, e permaneceu morando nesta cidade, em que viveu por mais de três décadas; durante esse tempo foi Capelão Tenente do 3º Batalhão da Polícia Militar, Diretor do Museu do Diamante, dirigiu o jornal "Estrela Polar" e, finalmente, cônego do Cabido Metropolitano.
Nomeado bispo de Caetité a 15 de setembro de 1957, ali permaneceu até sua transferência para Diamantina, nomeado Arcebispo Coadjutor Apostólico da Arquidiocese de Uberaba a 30 de março de 1969, onde morou até 1978, ano de sua renúncia.
Voltou ao Serro natal onde colaborou para vida citadina; integrou a Academia Municipalista de Letras, seção Minas Gerais, a Academia de Letras do Triângulo Mineiro (1980).
Cidadão honorário de Caetité e de Uberaba, nesta última declarou seu epitáfio durante a solenidade de diplomação com os seguintes dizeres: "Não vou dizer o costumeiro 'Tenho dito'. Permitam-me, pois já estou bem velho, terminar pré-fabricando o meu epitáfio. E, por caridade, não deixem de dar execução a esta minha última vontade: 'O coração de quem aqui jaz fica quadripartido: um pedaço em Serro, outro em Diamantina, outro em Caetité e outro em Uberaba."
Dono de oratória incomum, dele se diz ter sido o único bispo brasileiro a ter uma pastoral reeditada em Roma. Morreu no Serro, em 28 de julho de 1996, às 7 horas da manhã.